# Bernadette Soubirous

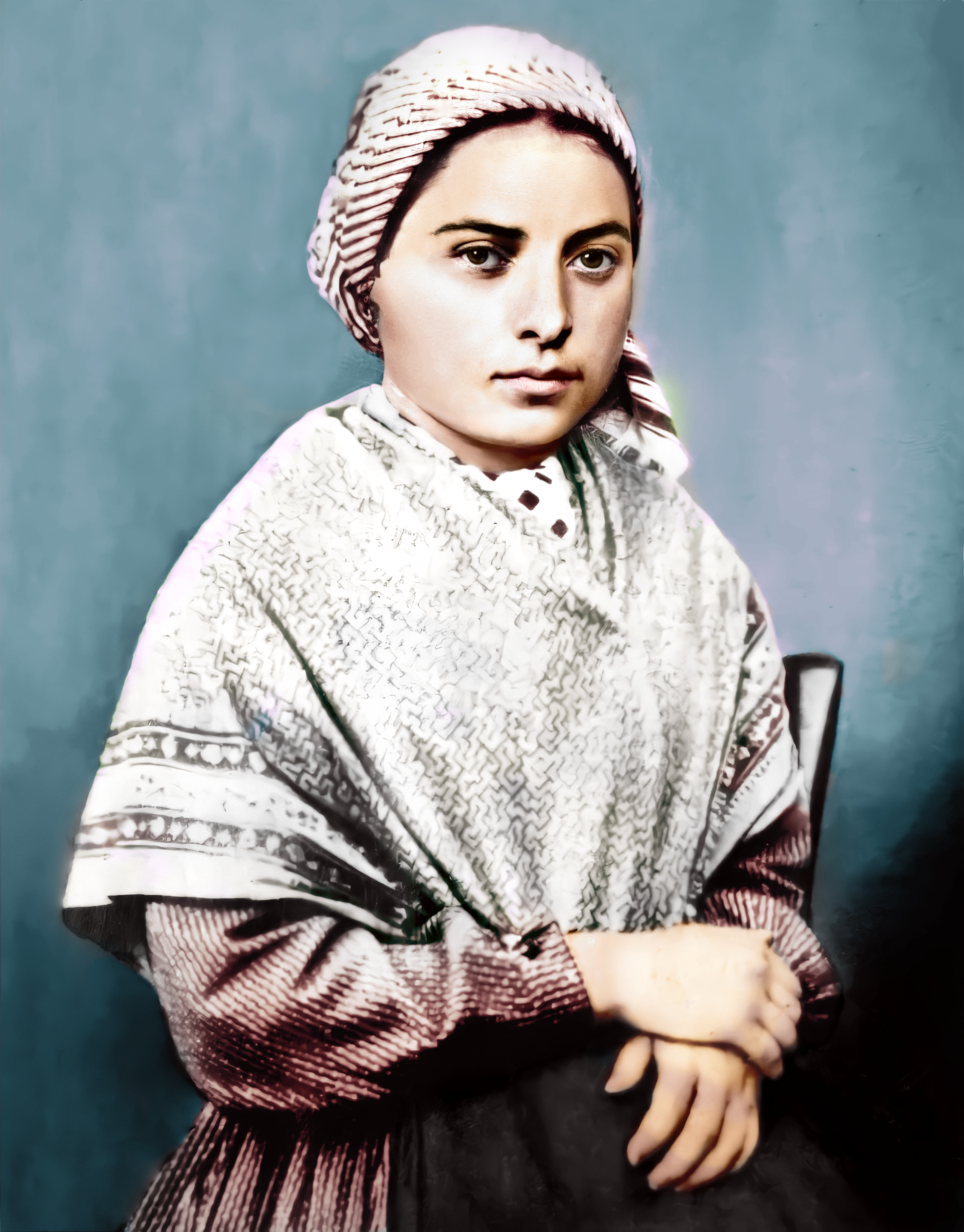
Hình chụp phục dụng Bernadette khi còn là nữ tu

Bênađêta Soubirous hay Maria Bênađa Soubirous (tiếng Gascon: Bernadeta Sobiróus; sinh ngày 7 tháng 1 năm 1844 - mất ngày 16 tháng 4 năm 1879) sinh ở Lourdes(Lộ Đức), Pháp và là một Thánh nữ Công giáo. Bà được biết đến từ hai sự kiện: Chứng kiến Đức Mẹ hiện ra tại Lộ Đức và sau này khi mất, thân xác không hư nát mặc dù đã mất từ rất lâu, Giáo hội quyết định khám nghiệm thi hài Thánh nữ và thấy thi hài vẫn như người sống. Cuộc đời của bà đã được dựng thành phim, một bộ phim nhan đề Bernadette của Pháp, chiếu vào năm 1987 và chiếu lại 1988, người vào vai Bernadeta Sobiróus (Béc-na-đéc Su-bi-ru) là nữ diễn viên người Mỹ là Sydney Penny đến từ Nashville, Tennessee.

## Cuộc đời
Bernadette là con cả trong một gia đình thợ may ở Lourdes (Lộ Đức), thuộc miền Nam nước Pháp. Gia đình sống ở tầng hầm một trong khu dân cư tồi tàn. Cha của Bernadete là ông Francis Soubirou và mẹ là bà Louis Catero. Cô bị bệnh hen suyễn ngay từ nhỏ nên cơ thể chậm phát triển tuy vậy Bernadete cũng khá hoạt bát. Do bị bệnh nên Bernadete không học chữ được nhưng lại học đạo rất giỏi. Vào một ngày (được cho là ngày 11 tháng 2 năm 1858), Đức bà Maria hiện ra với Bernadette ở một hang động trên bờ sông Gave gần Lộ Đức, lúc đó Bernadette 14 tuổi, đang dọn mình chịu lễ lần đầu. Tin này được lan truyền nhanh chóng. Ngày 16 tháng 7 năm 1858, Bernadette lại báo cho mọi người là em lại thấy Đức Mẹ hiện ra với em. Như vậy trước sau cả thảy 18 lần, trong 5 tháng. Thời gian này ở Lourdes cũng xảy ra nhiều hiện tượng lạ và cũng từ đó Bernadette có ý định đi tu.
Ngày 3 tháng 7 năm 1866, Bernadette vào dòng thánh Gildard. Sau một thời gian ở tu viện, Bernadette được mặc áo dòng và đổi tên là Maria Bernard. Năm 1867 Bernard bị phong thấp nhưng vẫn cố gắng làm công việc của một y tá. Từ tháng 10 năm 1875 sức yếu dần, Bernard không thể làm việc được nữa. Năm 1877, bệnh tình trở nặng và hấp hối giữa tuần Phục sinh năm 1879. Cô mất lúc 35 tuổi. và được an táng trong hầm mộ tu viện. Và 30 năm sau (1909), vì một nghi lễ tôn giáo, nhà thờ đã khai quật mộ. Đại diện nhà thờ, bác sĩ phẫu thuật và những người chứng kiến đã vô cùng kinh ngạc khi thấy thi thể của bà vẫn nguyên vẹn, dường như đang trong một giấc ngủ dài.
Bác sĩ phẫu thuật Tourdan đã ghi lại những gì ông quan sát được: "Cỗ quan tài của bà được mở ra dưới sự chứng kiến của mọi người trong đó có tôi. Di hài của Thánh Bernadette trong trang phục nữ tu không hề có mùi xú uế. Khuôn mặt, bàn tay và cẳng tay lộ ra bên ngoài, đầu nghiêng sang một bên, miệng hé mở có thể nhìn thấy hàm răng trắng. Hai tay đặt trên ngực, vẫn giữ được lớp da hoàn hảo". Các nữ tu đã tắm rửa, thay tu phục mới cho bà và đặt vào quan tài mới rồi bà lại được an táng một lần nữa. Năm 1913, Giáo hoàng Piô X chuẩn bị phong Thánh cho Bernadette. Để chứng nghiệm, quan tài của bà được yêu cầu mở ra một lần nữa nhưng do Chiến tranh thế giới thứ nhất bùng nổ nên việc này bị hoãn đến 6 năm sau. Năm 1919, lúc mở quan tài lần hai, di hài của bà vẫn nguyên vẹn. Năm 1925, Giáo hoàng Piô XI đã chính thức phong Thánh cho Bernadette. Lần cuối, mộ bà lại được mở ra, di hài được đưa vào quan tài pha lê đặt tại nhà nguyện của nhà thờ Lourdes để mọi người chiêm ngưỡng cho đến nay. Tổng cộng số lần khai quật mộ bà lên đến 3 lần, nhưng thi hài bà vẫn nguyên vẹn như ban đầu.